# Стамболово (Русенська область)
Стамболо́во (болг. Стамболово) — село в Русенській області Болгарії. Входить до складу общини Сливо-Поле.

## Населення
За даними перепису населення 2011 року у селі проживали 673 особи.
Національний склад населення села:
| Національність   | Кількість осіб | Відсоток |
| ---------------- | -------------- | -------- |
| турки            | 588            | 90,7%    |
| болгари          | 36             | 5,6%     |
| цигани           | 15             | 2,3%     |
| інша             | 0              | 0%       |
| не визначились   | 9              | 1,4%     |
| Всього відповіли | 648            |          |

Розподіл населення за віком у 2011 році:
Динаміка населення: